# Armando Belardi
Armando Belardi (São Paulo, 25 de março de 1898 — 4 de março 1989) foi um violoncelista, pianista e maestro brasileiro.

## Biografia
Começou a carreira como violoncelista, evoluindo para a regência. Em 1935 começa sua carreira como regente, no Rio de Janeiro e em São Paulo. Em 1939 torna-se diretor artístico do Teatro Municipal de São Paulo, e cria o Coral Lírico. No mesmo ano organiza uma orquestra para se apresentar na Temporada Lírica Autônoma do Teatro Municipal do Rio de Janeiro. Dez anos depois, com esse mesmo grupo, criava-se oficialmente a Orquestra Sinfônica Municipal de São Paulo.
Regente-titular e diretor da Orquestra Sinfônica do Teatro Municipal de São Paulo, Armando Belardi foi também conselheiro da Sociedade Esportiva Palmeiras e empresta o seu nome a vários logradouros públicos no Brasil.